# شهد المقابر (رواية)
شهد المقابر، رواية صدرت في 2017 للكاتب محمد المير غالب، وهو روائي، وقاص سوري وُلد بمدينة السلمية في سوريا عام 1992. توجت الرواية بجائزة كتارا للرواية العربية عن فئة الروايات غير المنشورة 2018.

## ملخص الرواية
"شهد المقابر" للكاتب السوري محمد المير غالب هي رواية تتناول تجربة الشباب السوري خلال فترة الحرب، حيث يسرد الكاتب قصة "زياد"، الشاب السوري الذي يتنقل بين مختلف مراحل الحياة والتحولات، من الخدمة العسكرية إلى الانضمام للتنظيمات التكفيرية، وثم انتقاله إلى مخيمات اللجوء. تركز الرواية على مشاكل المجتمع السوري وتتساءل عن العنف والغفران في عالم مليء بالصراعات والجريمة. يتناول الكاتب نفسيات الجهاديين ويعكس تأثير الحرب والتشدد على الأفراد والمجتمع. الرواية تنقل قصة زياد من العاطفة إلى الغريزة ثم العقل، وتستعرض تحولات الشباب السوري خلال فترة الحرب وتساؤلاتهم حول الندم والغفران.

## جوائز
توجت الرواية بجائزة كتارا للرواية العربية في فئة "الروايات غير المنشورة" 2018.